# Ніса Серезлі
Ніса Серезлі (тур. Nisa Serezli; Nurinisa Aşkıner; 12 квітня 1928  Стамбул, — 25 серпня 1992 Стамбул) — турецька акторка кіно, театру, перекладачка і голосова акторка.

## Життя
Народившись у Стамбулі в 1928 році, Серезлі закінчила Жіночу середню школу Еренке. Закінчивши архітектурний факультет Університету Лозани, факультет літератури в Стамбульському університеті, факультет французької філології та економічного інституту журналістики, артистка розпочала свою художню кар’єру як аматор у Молодіжному театрі зі спектаклю "On Küçük Yaramaz" (1954). Працювала в Театрі Дормена, Камерному театрі тощо.  
В 1957 році одружилася з Метіном Серезлі, після виходу з театру Дормена — розлучились. Того ж року одружилась з Толзі Ашкенер. Разом вони заснували театр Nisa Serezli-Tolga Aşkıner. Після її смерті колектив розпався.  
Померла від серцевого нападу 25 серпня 1992 року. Похована на кладовищі Зінджірлікую. 
Вона не лише перекладала кінофільми, але й озвучувала ролі, її ім'я увічнене; В рамках театральних премій Afife Tiyatro Ödülleri премія Ніса Серезлі Ашкенер присуджується театральним артистам, які протягом свого життя продовжували свою успішну кар'єру і в театральній галузі .

## Нагороди
- 1964 - haahane Zugürtler Найуспішніша актриса року, театральна премія Ілхана Іскендера.
- 1966 - Татлі Качік, найуспішніша актриса року, театральна премія Ільхана Іскендера.

## Знімалася в фільмах
- Tatlı Kaçık
- Çıplak Ayaklar
- Şahane Dul
- Cennetlik Kaynana
- Çifte Kumrular
- Caniko
- Şahane Züğürtler
- Десять маленьких доньок
- Божевільна Аманда
- Листи поета
- Madcap
- Колесо
- Чарівна жінка
- Медаль "Перемога"
- Паша-паша
- Звичай
- Підкови
- Перед сніданком - любитель
- Завтра буде іншим - аматорським
- Dover Way - любитель
- Трамвай "Бажання"
- Комедія в темряві: Пітер Шаффер - Театр Дормена - 1966
- Пунтіла Ага та його слуга Матті: Бертольт Брехт - театр Дормена - 1965
- Половина доходу від Німеччини: театр Дормена - 1964 рік

## Фільмографія
- Еда Ханім (1992)
- Королева серця (1986)
- Солодкий дурний (1977)
- Каніко (1976)
- Звідки воно взялося (1975)
- Köçek (1975)
- Дика троянда (1970)
- Ворота сорому (1967)
- Демир-Капія (1967)
- Розбитий орден (1965)
- Вчорашня дитина (1965)
- За гарний день (1964)